# Maria Grazia Spina
Maria Grazia Spinazzi, känd som Maria Grazia Spina, född 3 juni 1936 i Venedig, Veneto, död 13 mars 2025 i Padua, Veneto, var en italiensk skådespelerska.

## Roller i urval
- 1960 – Lördagsnatt
- 1962 – Hämnaren från öknen
- 1963 – Il Successo
- 1964 – Skjut dom som skjuter
- 1966 – Bibeln... i begynnelsen
- 1966 – Jag, jag, jag och de andra
- 1976 – Napoli violenta